# Communauté de communes des Coteaux de l'Allier
La communauté de communes des Coteaux de l'Allier est une ancienne communauté de communes française, située dans le département du Puy-de-Dôme en région Auvergne-Rhône-Alpes.

## Historique
La communauté de communes a été créée en 1994 avec les communes d'Aulhat-Saint-Privat, Brenat, Flat, Montpeyroux, Orbeil et Saint-Yvoine. La commune d'Usson a rejoint l'intercommunalité en 1997, puis Saint-Babel plus tard.
Pour des raisons de continuité territoriale, les communes de Montpeyroux et Usson ont quitté la communauté de communes le 1er janvier 2014. Elles ont respectivement rejoint les communautés de communes Couze Val d'Allier et du Pays de Sauxillanges.
La loi no 2015-991 du 7 août 2015 portant nouvelle organisation territoriale de la République, dite loi NOTRe, impose aux intercommunalités un seuil minimal de population de 15 000 habitants, avec des dérogations, sans pour autant descendre en dessous de 5 000 habitants. Ce deuxième chiffre n'étant pas atteint, la communauté de communes ne peut pas se maintenir.
Le projet de schéma départemental de coopération intercommunale (SDCI) du Puy-de-Dôme, dévoilé le 5 octobre 2015, proposait la fusion avec les sept autres communautés de communes du Pays d'Issoire - Val d'Allier Sud (Ardes Communauté moins La Godivelle, Bassin Minier Montagne, Couze Val d'Allier, Issoire Communauté, Lembron Val d'Allier, Pays de Sauxillanges et Puys et Couzes).
Le 1er janvier 2016, les communes d'Aulhat-Saint-Privat et de Flat fusionnent pour constituer Aulhat-Flat.
À la suite d'une autre fusion de communes (Nonette et Orsonnette formant Nonette-Orsonnette), le nombre de communes de la nouvelle structure intercommunale est ramené de 92 à 90 ; sa population dépasse 54 000 habitants.
Adopté en mars 2016, le SDCI ne modifie pas ce périmètre. L'arrêté préfectoral du 6 décembre 2016 prononçant la fusion des huit communautés de communes mentionne le nom de « Agglo Pays d'Issoire ».

## Territoire communautaire

### Composition
Elle est composée des 5 communes suivantes :
| Nom            | Code Insee | Gentilé          | Superficie (km2) | Population (dernière pop. légale) | Densité (hab./km2) |
| -------------- | ---------- | ---------------- | ---------------- | --------------------------------- | ------------------ |
| Orbeil (siège) | 63261      | Orbeillois       | 9,65             | 861 (2014)                        | 89                 |
| Aulhat-Flat    | 63160      |                  | 12,78            | 908 (2016)                        | 71                 |
| Brenat         | 63051      | Brenatois        | 8,83             | 607 (2014)                        | 69                 |
| Saint-Babel    | 63321      | Saint-Babelois   | 19,31            | 939 (2014)                        | 49                 |
| Saint-Yvoine   | 63404      | Saint-Ygognaires | 8,89             | 571 (2014)                        | 64                 |

### Démographie
| 1968  | 1975  | 1982  | 1990  | 1999  | 2008  | 2013  |
| ----- | ----- | ----- | ----- | ----- | ----- | ----- |
| 2 273 | 2 343 | 2 675 | 2 861 | 2 974 | 3 511 | 3 851 |

## Administration

### Siège
Le siège de la communauté de communes est situé à Orbeil.

### Les élus
La communauté de communes est gérée par un conseil communautaire composé de vingt-deux membres représentant chacune des communes membres et élus jusqu'à la disparition de la structure intercommunale. Les membres sont répartis comme suit, avant fusion d'Aulhat-Saint-Privat et Flat :
- cinq délégués pour Saint-Babel ;
- quatre délégués pour Brenat et Orbeil ;
- trois délégués pour Aulhat-Saint-Privat, Flat et Sanit-Yvoine.

### Présidence
| Période                                  | Période | Identité       | Étiquette | Qualité |
| ---------------------------------------- | ------- | -------------- | --------- | ------- |
| Les données manquantes sont à compléter. |         |                |           |         |
| 2014                                     | 2016    | Bernard Igonin |           |         |

En 2014, le conseil communautaire a élu Bernard Igonin et désigné ses quatre vice-présidents :
1. Guy Archimbaud, maire de Saint-Babel ;
2. Jean-Paul Chanal, maire de Saint-Yvoine ;
3. Louis-Marie Charrier, maire de Flat ;
4. Gérard Thevier, maire d'Aulhat-Saint-Privat.

### Compétences
L'intercommunalité exerce des compétences qui lui sont déléguées par les communes membres.
Les compétences obligatoires sont le développement économique et l'aménagement de l'espace.
Les compétences optionnelles sont la restauration scolaire (depuis janvier 2013), l'élimination et la valorisation des déchets ménagers, la politique du logement et le plan local d'urbanisme intercommunal.
Deux compétences facultatives ont été choisies : la valorisation et le développement des atouts touristiques et culturels et le sport.

### Régime fiscal et budget
La communauté de communes applique la fiscalité professionnelle unique.
Pour l'exercice 2015, les taux d'imposition appliqués sont les suivants : taxe d'habitation 9 %, foncier bâti 0 %, foncier non bâti 3,32 %, cotisation foncière des entreprises 22,76 %.

## Projets et réalisations
- Maison de la communauté au Chauffour, restaurée en 1997, première grande réalisation[Off 4]
- Zone d'activités des Rivaux à Saint-Yvoine[Off 4]
- Micro-gîtes d'Orbeil et de Flat[Off 4]
- Jardin des senteurs et des plantes médicinales[Off 4]
- Réhabilitation de l'ancien restaurant de la Ribeyre à Saint-Yvoine, en bordure de l'autoroute[Off 4]
- Valorisation et dynamisation du village d'Aulhat[Off 4]

### Site officiel
1. ↑  « Présentation de la Communauté de Communes des Coteaux de l'Allier » (consulté le 11 décembre 2015).
2. ↑  Communes membres (consulté le 3 mai 2014).
3. ↑  « Les membres du conseil communautaire » (consulté le 11 décembre 2015).
4. 1 2 3 4 5 6 7 8 9  « Les compétences / Les réalisations » (consulté le 11 décembre 2015).

### Autres sources
1. 1 2  « Projet de schéma départemental de coopération intercommunale (SDCI) – Département du Puy-de-Dôme » [PDF], Préfecture du Puy-de-Dôme, octobre 2015 (consulté le 6 juillet 2016).
2. ↑  « recueil des actes administratifs du Puy de Dôme » [PDF].
3. 1 2  « Schéma départemental de coopération intercommunale (SDCI) – Département du Puy-de-Dôme » [PDF], Préfecture du Puy-de-Dôme, 30 mars 2016 (consulté le 6 juillet 2016).
4. ↑  Direction des collectivités territoriales et de l'environnement – Bureau du contrôle de légalité – Intercommunalité, « Arrêté prononçant : - la création d'une communauté d'agglomération par fusion des communautés de communes : « Bassin Minier Montagne », « Lembron Val d'Allier », « Ardes-Communauté », « Puys et Couzes », « Issoire-Communauté », « du Pays de Sauxillanges », « des Coteaux de l'Allier », « Couze Val d'Allier » […] à la date du 1er janvier 2017 » [PDF], Recueil des actes administratifs no 63-2016-059, Préfecture du Puy-de-Dôme, 9 décembre 2016 (consulté le 9 décembre 2016), p. 104-124.
5. ↑  « Séries historiques des résultats du recensement - EPCI de La CC des Coteaux de l'Allier (246300784) », Insee (consulté le 6 juillet 2016).
6. ↑  Direction des collectivités territoriales et de l'environnement - Bureau du contrôle et de la légalité - Intercommunalité, « ARRÊTÉ no 13/01848 du 20 septembre 2013 constatant le nombre total de sièges que comptera l'organe délibérant de la communauté de communes des Coteaux de l'Allier ainsi que celui attribué à chaque commune membre lors du prochain renouvellement général des conseils municipaux » [PDF], Recueil des actes administratifs 2013-69, Préfecture du Puy-de-Dôme, 1er octobre 2013 (consulté le 22 mars 2016), p. 3572-3573 (9-10 sur le PDF).